# Konstantin Alexejewitsch Klimontow
Konstantin Alexejewitsch Klimontow (russisch Константин Алексеевич Климонтов; geboren als Konstantin Plaksin russisch Константин Плаксин; * 15. Oktober 1990 in Tscheljabinsk, Russische SFSR) ist ein russischer Eishockeyspieler, der seit September 2018 bei Barys Astana in der Kontinentalen Hockey-Liga unter Vertrag steht und parallel für dessen Juniorenmannschaft Belje Medwedi Tscheljabinsk in der Molodjoschnaja Chokkeinaja Liga spielt.

## Karriere
Konstantin Klimontow begann seine Karriere als Eishockeyspieler in seiner Heimatstadt in der Nachwuchsabteilung von Woskhod Tscheljabinsk. Von dort aus wechselte er zum HK Traktor Tscheljabinsk, für dessen zweite Mannschaft er zunächst in der Saison 2007/08 in der drittklassigen Perwaja Liga aktiv war. In der Saison 2008/09 gab der Verteidiger sein Debüt für die Profimannschaft des HK Traktor in der neu gegründeten Kontinentalen Hockey-Liga. In fünf Spielen bereitete er dabei ein Tor vor.
In der Saison 2009/10 konnte sich Klimontow im KHL-Team des HK Traktor durchsetzen und erzielte in insgesamt 39 Spielen zwei Tore und gab vier Vorlagen. Im März 2010 wurde er zum Rookie des Monats der KHL gewählt. Zudem kam er parallel zu 23 Einsätzen für das Nachwuchsteam Belje Medwedi Tscheljabinsk in der multinationalen Nachwuchsliga Molodjoschnaja Chokkeinaja Liga, in der er in der Saison 2010/11 ausschließlich spielte.
Im Sommer 2012 nahm er den Nachnamen seiner Mutter an, bis dahin trug er den Nachnamen seines Vaters, Plaksin. Nach der Saison 2017/18 verließ er seinen Heimatverein und wurde im September 2018 von Barys Astana verpflichtet.

## Erfolge und Auszeichnungen
- 2010 KHL-Rookie des Monats März

## KHL-Statistik
(Stand: Ende der Saison 2016/17)